# Noors voetbalelftal (mannen)
Het Noors voetbalelftal is een team van voetballers dat Noorwegen vertegenwoordigt in internationale wedstrijden en competities. Noorwegen haalde drie keer de eindronde van het Wereldkampioenschap en één keer op een Europees Kampioenschap. De hoogtijdagen waren de jaren negentig, toen de ploeg drie van die vier keer een eindronde haalde.

## Geschiedenis

### 1909 – 1938 Reuzendoder op de Olympische Spelen
Noorwegen speelde op 12 juli 1908 zijn eerste internationale wedstrijd tegen Zweden, de Noren verloren met 11-3. In 1920 speelde Noorwegen zijn eerste internationale toernooi, de Olympische Spelen van 1920. In de eerste ronde werd titelhouder Groot-Brittannië verslagen, in de kwartfinale werd van Tsjecho-Slowakije verloren.
In 1936 nam Noorwegen deel aan de Olympische Spelen in Berlijn. Nadat Turkije in de eerste ronde werd verslagen, ontpopte Noorwegen zich als reuzendoder door het gastland met 2-0 te verstaan. Voor 55.000 toeschouwers onder wie de nazi-prominenten Adolf Hitler en Joseph Goebbels scoorde Magnar Isaksen beide doelpunten. In de halve finale werd van wereldkampioen Italië pas in de verlenging met 2-1 verloren. In de strijd om de derde plaats won Noorwegen met 3-2 van Polen, Arne Brustad scoorde alle Noorse doelpunten. Het was tot op heden de beste prestatie van het Noorse team.
In 1938 deed Noorwegen voor de eerste keer mee aan het WK, Ierland werd verslagen, 3-2 in Oslo, 3-3 in Dublin. In de achtste finale speelde het opnieuw tegen Italië. Opnieuw verloor Noorwegen met 2-1 na verlenging in Marseille, Brustad scoorde de gelijkmaker. Italië zou opnieuw de wereldtitel winnen, maar Noorwegen was het enige land dat de Italianen een verlenging afdwong.

### 1952 – 1990 Underdog met soms een uitschieter
Na de Tweede Wereldoorlog was Noorwegen een amateurland, dat zich niet wist te plaatsen voor internationale toernooien. Tot en met 1990 nam Noorwegen deel aan 17 kwalificatie-toernooien, waarvan het 13 keer als laatste in de groep eindigde of in de eerste kwalificatie-ronde werd uitgeschakeld. Tweemaal eindigde Noorwegen als tweede. Voor het WK in 1966 eindigde het onder Frankrijk maar boven Joegoslavië, voor het WK van 1978 was Zweden te sterk. Incidenteel waren er successen: in deze periode won het van Hongarije (WK 1958), Joegoslavië (3-0, WK 1966), Zweden (EK 1968), Frankrijk (0-1 uit, WK 1970), Noord-Ierland (EK 1976), Zweden en Zwitserland (WK 1978), Engeland en Zwitserland (WK 1982), Joegoslavië (EK 1984), Ierland (WK 1986) en Europees kampioen Frankrijk (EK 1988). Voor het WK van 1974 leed het zijn grootste nederlaag, 9-0 tegen Nederland. In de return won de latere finalist pas in de slotfase met 1-2 van de Noren, Barry Hulshoff scoorde na een sterke individuele actie van Johan Cruijff.

### 1990 – 2000 De Egil Olsen jaren

#### EK 1992

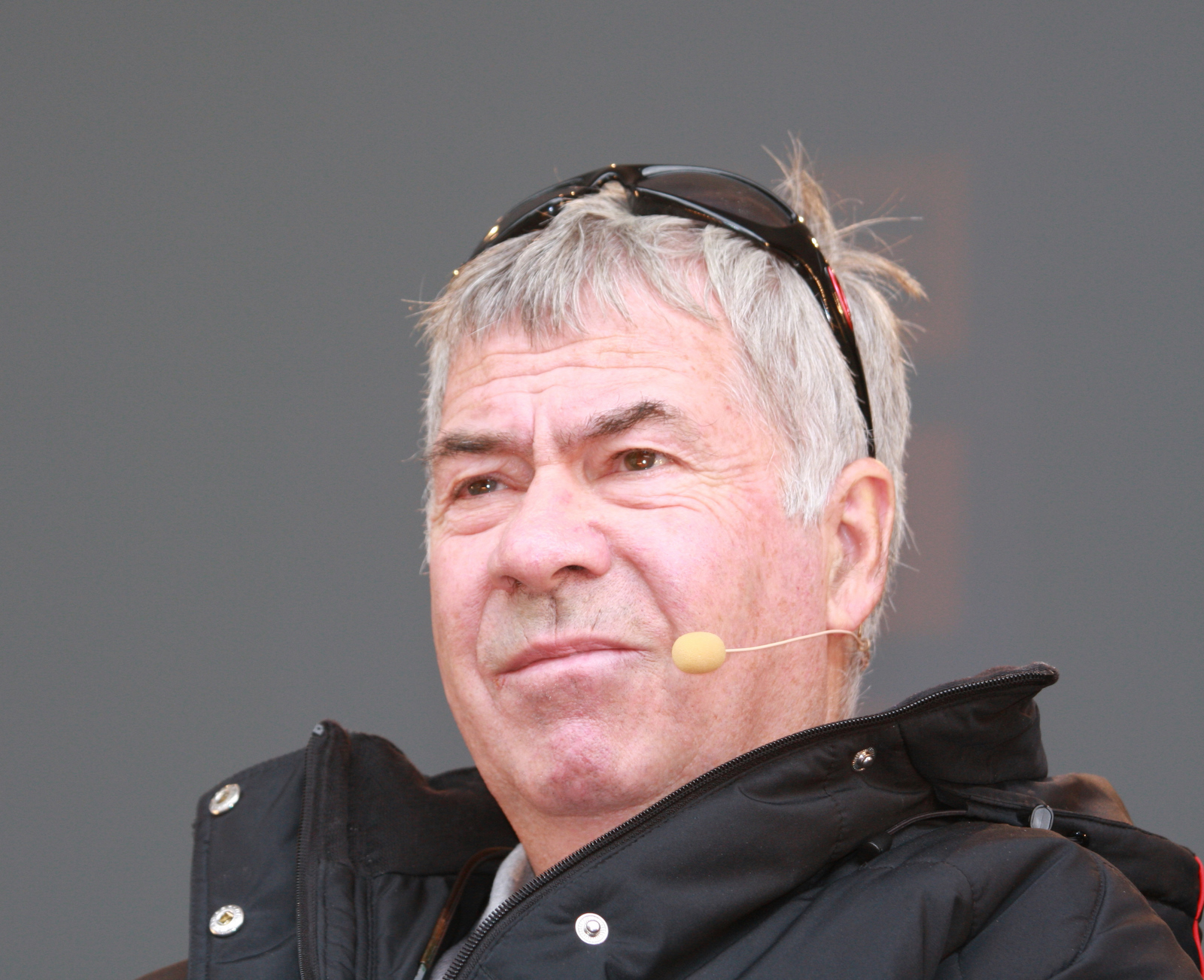
Egil Olsen

De kwalificatie voor het EK in 1992 begon stroef en na een nederlaag tegen de Sovjet Unie en een gelijkspel tegen Hongarije nam bondscoach Ingvar Stadheim ontslag, Egil Olsen was zijn opvolger. Olsen zou indruk maken met een wetenschappelijke benadering van voetbal, beelden van tegenstanders werden urenlang gebestudeerd en het spel was gebaseerd op fysieke kracht vanuit een defensieve spelopvatting. Het eerste succes was een 2-1 overwinning op Italië door doelpunten van Tore André Dahlum en Lars Bohinen. In de laatste wedstrijd van de cyclus speelde Noorwegen gelijk in Italië. Voor kwalificatie was de opmars net te laat, want ze eindigden op de derde plaats met vier punten achterstand op het geplaatste Sovjet Unie en één punt op Italië.

#### WK 1994

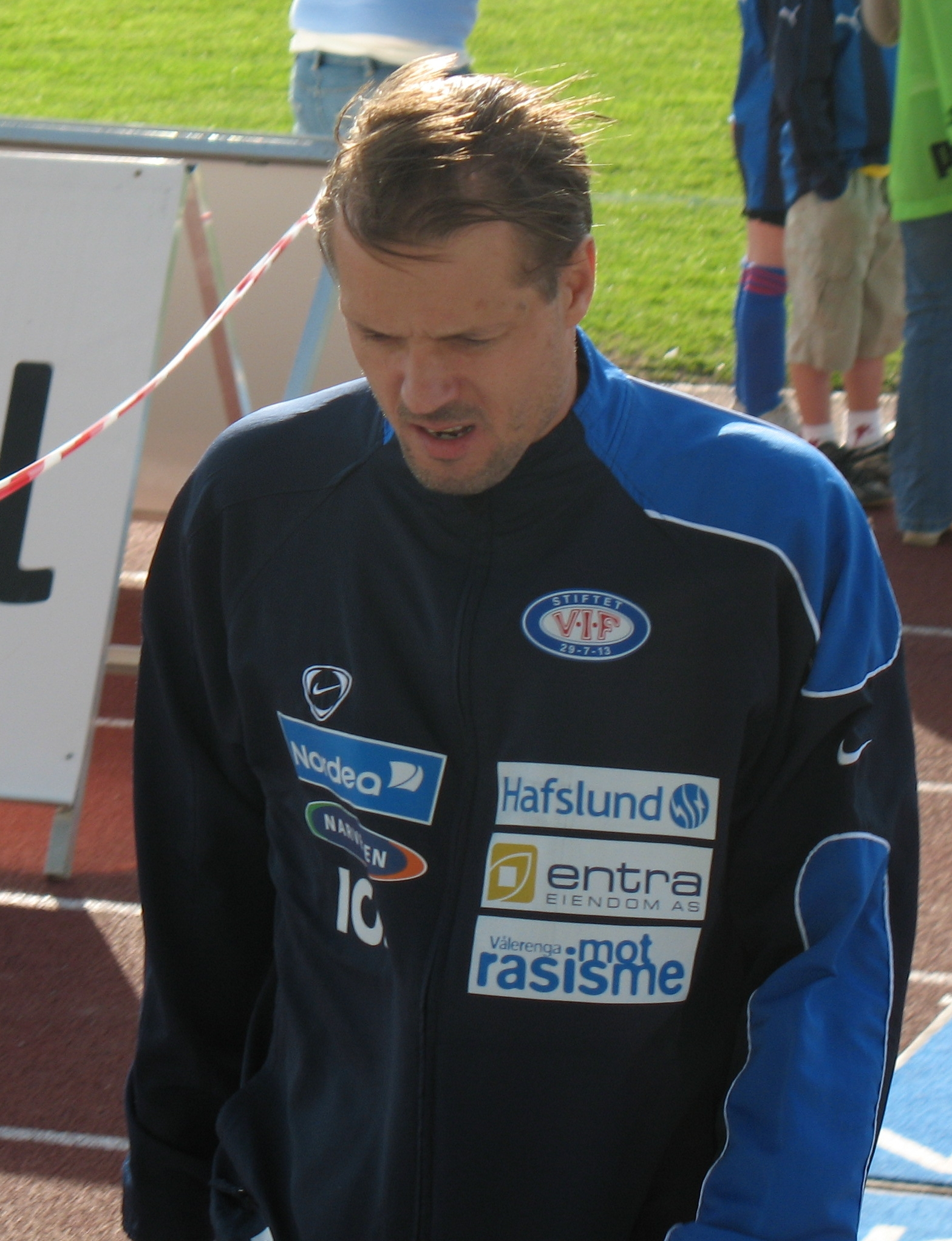
Kjetil Rekdal

In 1994 wist Noorwegen zich echter weer te plaatsen voor een WK, onder meer door in de kwalificatiereeks drie punten te pakken tegen Nederland. In Oslo won Noorwegen met 2-1 door doelpunten van Kjetil Rekdal en Gøran Sørloth, in de return in De Kuip bleef het 0-0. Ook Engeland, dat verrassend genoeg naast WK-deelname greep, behaalde in twee duels slechts één punt tegen de stugge Noren. In het Wembley Stadium werd het 1-1 dankzij een late gelijkmaker van Rekdal en een 2-0 overwinning in Oslo dankzij doelpunten van Øyvind Leonhardsen en Lars Bohinen. Noorwegen verloor alleen de laatste wedstrijd tegen Turkije, toen kwalificatie al zeker was en eindigde met één en drie punten voorsprong op respectievelijk Nederland en Engeland. Bij het wereldkampioenschap in de Verenigde Staten begonnen de Noren van met een knappe overwinning (1-0) op Mexico door een laat doelpunt van Kjetil Rekdal. Hierna volgde een nederlaag tegen Italië (0-1), waarna de Noren alles nog steeds in eigen hand hadden. Een zege in de laatste groepswedstrijd tegen Ierland was genoeg voor een plaats in de volgende ronde. Op 28 juni 1994 ging echter alles nét fout voor de ploeg van bondscoach Egil Olsen: Italië en Mexico deelden de punten (1-1), terwijl het duel Noorwegen-Ierland in een doelpuntloos gelijkspel eindigde. Hierdoor hadden alle teams vier punten. Op basis van het doelsaldo gingen Mexico (3-3), Italië (2-2) en Ierland (2-2) door naar de achtste finales. De Noren, met een doelgemiddelde van een voor en één tegen, vielen buiten de boot en moesten hun koffers pakken.

#### EK 1996
Voor kwalificatie van het EK in 1996 had Noorwegen een goede start met zes overwinningen en één gelijkspel en aangezien concurrenten Tsjechië en Nederland opvallende nederlagen leden tegen respectievelijk Luxemburg en Wit-Rusland leek er niets aan de hand. Bij een zege op Tsjechië was de ploeg al zeker van deelname, maar een late treffer van Jan Suchopárek voorkwam een snelle kwalificatie. Na een 2-0 nederlaag in de return kwam deelname opeens op de tocht te staan. Noorwegen moest gelijk spelen tegen Nederland, maar na een 0-0 ruststand denderde Nederland in de tweede helft over de Noren heen: 3-0. Noorwegen en Nederland eindigden beiden op de tweede plaats met één punt achterstand op Tsjechië, maar het doelsaldo van Nederland was beter.

#### WK 1998

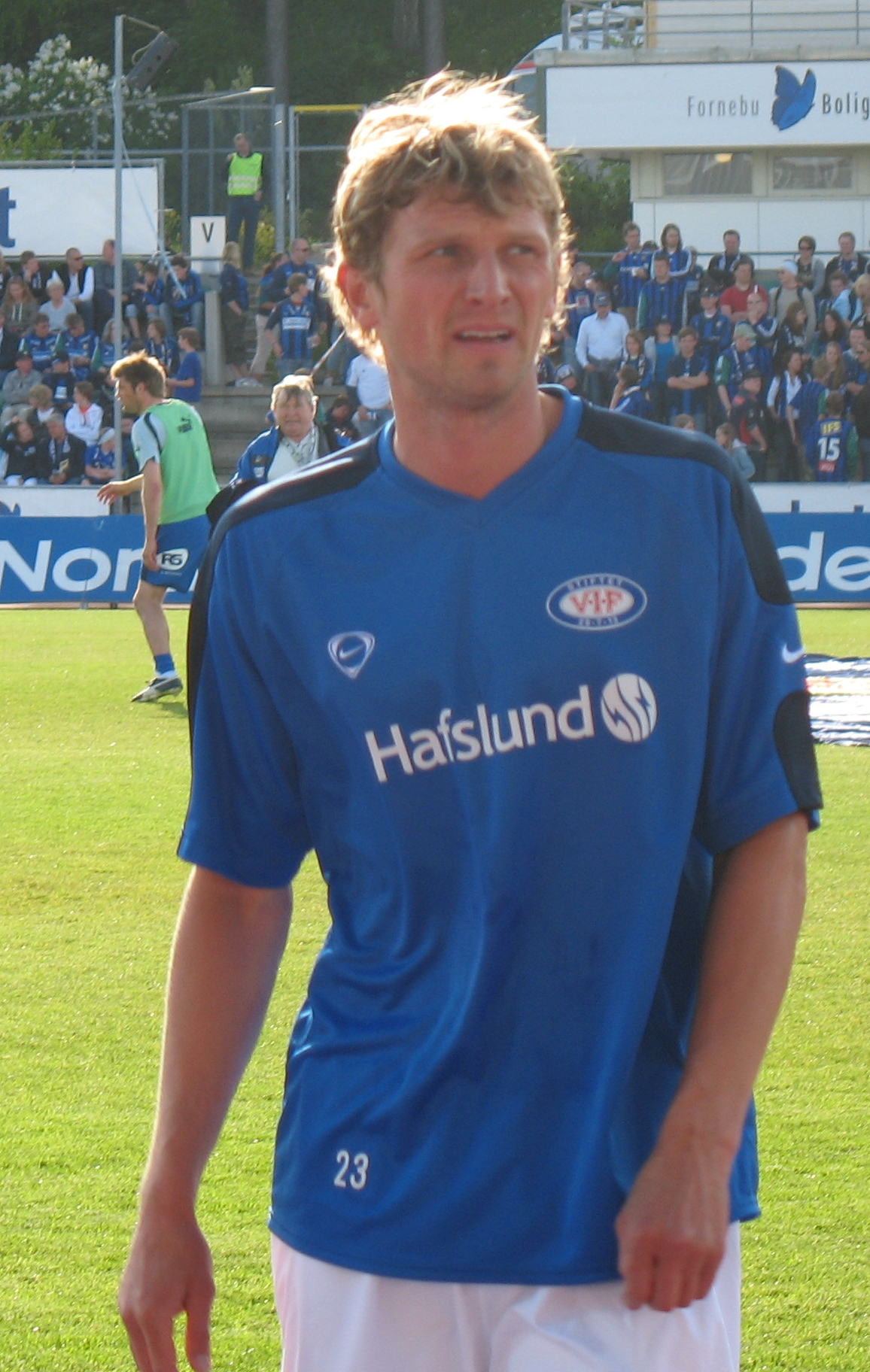
Tore Andre Flo

Twee jaar later plaatste Noorwegen zich echter wel voor het WK van 1998 in Frankrijk. De ploeg domineerde een kwalificatiegroep met onder meer Zwitserland en Hongarije en behaalde 20 punten uit acht wedstrijden. De voorsprong op Hongarije was acht punten. Noorwegen werd gezien als een outsider voor de titel, maar was niet geliefd bij de kenners om zijn speelwijze. Noorwegen begon het toernooi stroef met gelijke spelen tegen Marokko en Schotland. In de laatste wedstrijd van de groep moest Noorwegen van het geplaatste Brazilië winnen om zich te plaatsen, aangezien Marokko met 3-0 won van Schotland. Uitschakeling leek zeker, nadat Bebeto scoorde namens Brazilië. Toen kwam Tore André Flo in actie, eerst scoorde hij zelf en daarna versierde hij een strafschop, die door Rekdal werd benut. Daardoor bereikte het land voor het eerst in de geschiedenis de tweede ronde van een groot internationaal toernooi. In de achtste finale was Italië, de verliezend WK-finalist van vier jaar eerder, de tegenstander. Een vroeg doelpunt van Christian Vieri besliste de wedstrijd: 1-0.

#### EK 2000
Egil Olsen zwaaide na het WK af en Nils Johan Semb was zijn opvolger. De start was ongelukkig, thuis werd verloren van Letland en gelijk gespeeld tegen Albanië, maar de overige wedstrijden werden allemaal gewonnen. Met een voorsprong van acht punten op Slovenië plaatste de ploeg zich voor het Europees kampioenschap 2000 in België en Nederland. In hun bekende afwachtende stijl werd van Spanje gewonnen dankzij een doelpunt van Steffen Iversen, de tweede wedstrijd tegen Joegoslavië ging met 1-0 verloren. De laatste wedstrijd in Arnhem tegen Slovenië eindigde in een doelpuntloos gelijkspel en was nu afhankelijk van het resultaat van Spanje – Joegoslavië. Spanje moest winnen om zich te plaatsen, maar het stond met 2-3 achter vlak voor tijd. Spanje scoorde echter twee keer in de blessure-tijd en Noorwegen kon naar huis.

### 2000 – 2010 Geen grote toernooien meer
Vanwege de goede resultaten van de afgelopen jaren had Noorwegen een geplaatste status voor het kwalificatie-toernooi voor het WK in 2002. Echter, pas in de negende wedstrijd werd de eerste wedstrijd gewonnen. Noorwegen eindigde op de vierde plaats met elf en zeven punten achterstand op Polen en Oekraïne.
De start voor kwalificatie van het EK in 2004 was goed met tien punten uit vier wedstrijden. In het vervolg werd verloren van Denemarken en Bosnië en Herzegovina en de thuiswedstrijd tegen Roemenië leverde een gelijkspel op dankzij een benutte strafschop van Ole Gunnar Solskjær. In de laatste wedstrijd won Noorwegen met 1-0 van Luxemburg en omdat Bosnië niet wist te winnen van Denemarken, was de tweede plaats in de groep veilig gesteld. Noorwegen eindigde boven Roemenië op de tweede plaats dankzij betere resultaten in de onderlinge wedstrijden en had één punt achterstand op Denemarken. In de play-offwedstrijden tegen Spanje verloor de ploeg vlak voor tijd door een eigen doelpunt van Henning Berg: 2-1. Noorwegen moest in de return echter het spel maken in plaats van afwachten en Spanje won eenvoudig met 0-3.
Noorwegen streed samen met Slovenië achter Italië om de tweede plaats in de groep. Noorwegen won tweemaal van Slovenië, maar dankzij een thuisnederlaag tegen Schotland hadden beide landen evenveel punten met nog twee wedstrijden te spelen. Noorwegen won de laatste wedstrijden van Moldavië en Wit-Rusland was de tweede plaats zeker gesteld. In de play-offs verloor Noorwegen beide wedstrijden van Tsjechië met 1-0 en moest de ploeg opnieuw thuisblijven voor een internationaal toernooi.
Ook voor kwalificatie van het EK in 2008 zat er niet meer in dan een tweede plaats achter de ongenaakbare titelhouder Griekenland, een tweede plaats was nu wel genoeg voor directe kwalificatie. Met nog twee wedstrijden te spelen had Noorwegen twee punten voorsprong op Turkije. In een directe confrontatie met de concurrent kon een gelijkspel genoeg zijn om het in de laatste wedstrijd tegen Malta af te kunnen maken, maar in Oslo kon de ploeg een 1-0 voorsprong niet vasthouden: 1-2.
De tweede plaats was ook nu weer het hoogst haalbare voor WK-kwalificatie-toernooi in 2010, aangezien Nederland alle wedstrijden won. Na vijf wedstrijden stond Noorwegen onderaan met drie gelijke spelen en twee nederlagen. In een inhaalrace werd ruim gewonnen van Schotland (4-0), gelijk gespeeld tegen IJsland en gewonnen van Macedonië. Noorwegen was afhankelijk van het resultaat van Schotland-Nederland, bij een gelijkspel eindigde Schotland op de tweede plaats. Er gloorde hoop, toen Nederland vlak voor tijd scoorde, maar omdat Noorwegen van alle nummers twee in de Europese zone de slechtste resultaten boekte was de ploeg niet geplaatst voor de play-offs, het kwam twee punten tekort ten opzichte van Ierland.

### 2010 – heden Steeds verder wegzakkend

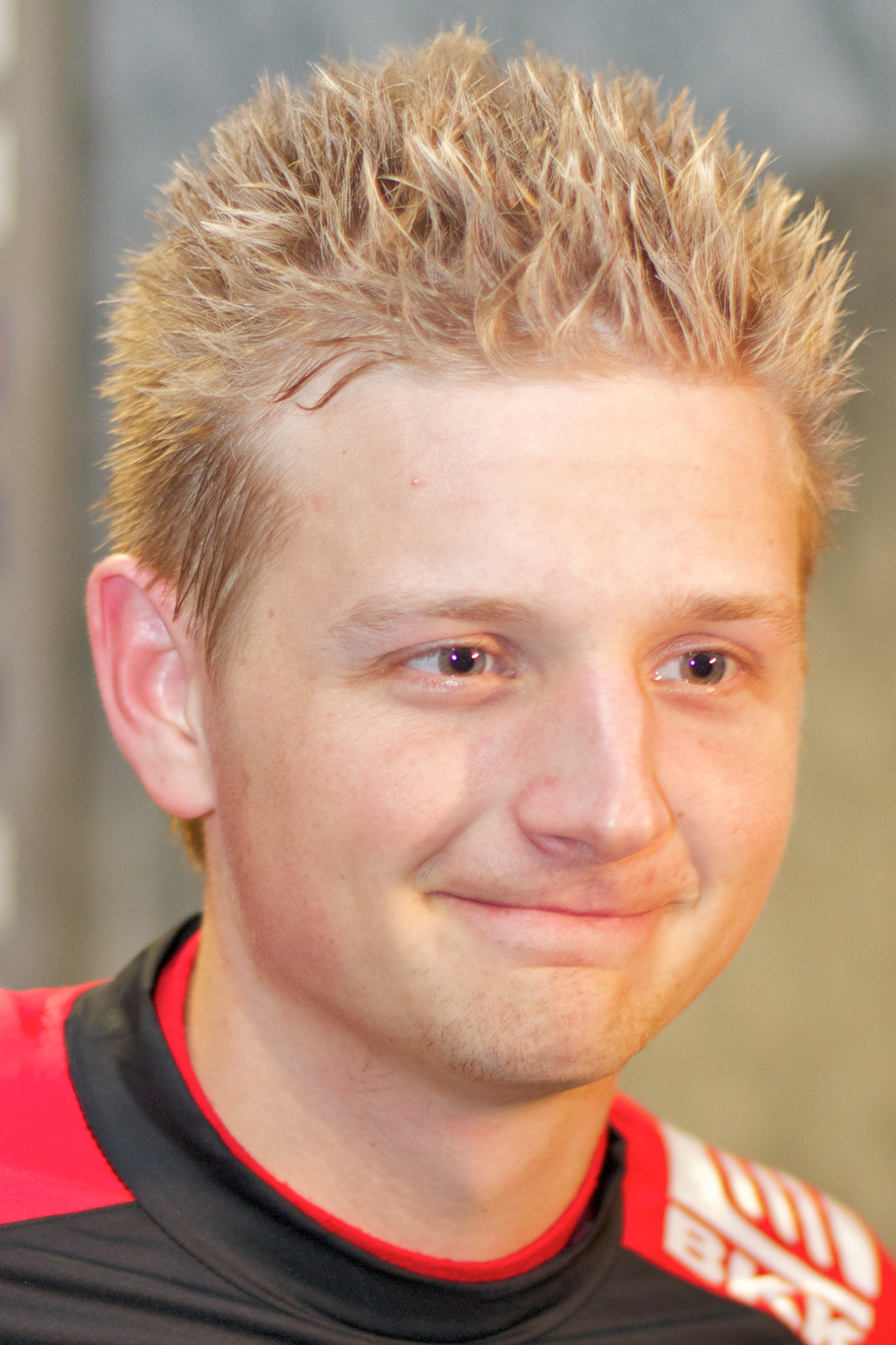
Erik Huseklepp

Noorwegen had de laatste vijf grote toernooien gemist en de Noren grepen terug op een oude succesformule: Egil Olsen werd opnieuw aangesteld als bondscoach. Olsen was weer in staat een op papier sterkere tegenstander te ontregelen: Portugal werd met 1-0 verslagen door een doelpunt van Erik Huseklepp. De start was bemoedigend met tien punten uit vier wedstrijden met drie punten voorsprong op Denemarken en Portugal. Door nederlagen tegen deze landen verloor Noorwegen het initiatief, directe plaatsing was onmogelijk geworden en men had een monsteroverwinning op Cyprus nodig om Portugal te achterhalen. De teller bleef hangen op 3-1 en Noorwegen kwam zes doelpunten tekort om zich te plaatsen voor de play-offs.
Recente overwinningen op sterke tegenstanders leverde Noorwegen een twaalfde plaats op de wereldranglijst op en een geplaatste positie voor het kwalificatie-toernooi. Nederlagen tegen IJsland en Albanië zorgde voor een benauwde situatie, maar omdat onderling veel punten werden verspeeld had Noorwegen nog zicht op de tweede plaats achter Zwitserland. Na een thuisnederlaag tegen dezelfde Zwitsers ontsloeg de Noorse bond Olsen, maar het tij kon in de laatste twee wedstrijden niet meer gekeerd worden. Een 3-0 nederlaag tegen Slovenië zorgde voor de genadeklap en Noorwegen eindigde op de vierde plaats met vijf punten achterstand op nummer twee IJsland.
Het EK van 2016 bood perspectieven, omdat de eerste twee landen zich rechtstreeks zouden kwalificeren en het derde land recht had op de play-offs. De start was voor de zoveelste keer zwak met een 0-2 nederlaag tegen Italië, 5-1 tegen Kroatië en een doelpuntloos gelijkspel tegen Azerbeidzjan. Directe kwalificatie kwam weer in zicht door wangedrag van de Kroaten. Door een straf van de UEFA speelde Kroatië al zonder publiek tegen Italië, maar door op het veld een hakenkruis zichtbaar te maken strafte de UEFA Kroatië met een punt aftrek. In een directe confrontatie werd met 2-0 gewonnen van de Kroaten en Noorwegen had nu een voorsprong van twee punten. Op de laatste speeldag werd de voorsprong weer weggegeven, Italië won met 2-1 van de Noren en de Kroaten wonnen van Malta. In de play-offs werd tweemaal verloren van Hongarije en opnieuw zaten de Noren met een kater.
Vooruitzichten op het halen van het WK van 2018 waren al snel hopeloos na nederlagen tegen Duitsland, Azerbeidzjan en Tsjechië en in de slotfase van het duel met San Marino werd een ramp afgewend door het land alsnog te verslaan. De ploeg zakte weg naar een 84e plaats op de wereldranglijst, waar het in de hoogtijdagen van de jaren negentig nog tweede stond. Bondscoach Per-Mathias Høgmo werd ontslagen en de bij het IJslandse team bijzonder succesvolle Lars Lagerbäck werd aangesteld om het tij te keren. Noorwegen bleef matig presteren met een 6-0 nederlaag tegen Duitsland als dieptepunt.
Op zaterdag 7 oktober 2017 bereikt de Noorse voetbalbond een uniek akkoord met de spelersvakbond over het nieuwe premiestelsel. Mannelijke en vrouwelijke internationals krijgen voortaan evenveel uitbetaald. De mannen besloten een deel van hun inkomsten uit commerciële activiteiten af te staan aan de vrouwen, waardoor beide selecties nu evenveel geld ontvangen als compensatie voor hun interlandverplichtingen.
De prijzenpot voor vrouwen werd door dit besluit volgens de Engelse krant The Guardian bijna verdubbeld: van circa 300 duizend euro tot 600 duizend euro. "Noorwegen is een land waarin gelijkwaardigheid erg belangrijk is", zei Joachim Walltin, de voorman van de Noorse spelersvakbond, naderhand. "Het is goed voor ons land en voor de sport dat de mannen en vrouwen voortaan evenveel geld krijgen van de bond."

## Prestaties op eindrondes

### Wereldkampioenschap
| Wereldkampioenschap voetbal | Wereldkampioenschap voetbal | Wereldkampioenschap voetbal | Wereldkampioenschap voetbal | Wereldkampioenschap voetbal | Wereldkampioenschap voetbal | Wereldkampioenschap voetbal | Wereldkampioenschap voetbal | Wereldkampioenschap voetbal | Wereldkampioenschap voetbal |
| Jaar                        | Ronde                       | Wed.                        | W                           | G                           | V                           | DV                          | DT                          | Kwal                        |                             |
| --------------------------- | --------------------------- | --------------------------- | --------------------------- | --------------------------- | --------------------------- | --------------------------- | --------------------------- | --------------------------- | --------------------------- |
| 1930–1934                   | Geen deelname               | Geen deelname               | Geen deelname               | Geen deelname               | Geen deelname               | Geen deelname               | Geen deelname               | Geen deelname               |                             |
| 1938                        | Eerste ronde                | 1                           | 0                           | 0                           | 1                           | 1                           | 2                           | (Kwal.)                     |                             |
| 1950                        | Niet deelgenomen            | Niet deelgenomen            | Niet deelgenomen            | Niet deelgenomen            | Niet deelgenomen            | Niet deelgenomen            | Niet deelgenomen            | Niet deelgenomen            |                             |
| 1954                        | Niet gekwalificeerd         | Niet gekwalificeerd         | Niet gekwalificeerd         | Niet gekwalificeerd         | Niet gekwalificeerd         | Niet gekwalificeerd         | Niet gekwalificeerd         | Niet gekwalificeerd         |                             |
| 1958                        | Niet gekwalificeerd         | Niet gekwalificeerd         | Niet gekwalificeerd         | Niet gekwalificeerd         | Niet gekwalificeerd         | Niet gekwalificeerd         | Niet gekwalificeerd         | Niet gekwalificeerd         |                             |
| 1962                        | Niet gekwalificeerd         | Niet gekwalificeerd         | Niet gekwalificeerd         | Niet gekwalificeerd         | Niet gekwalificeerd         | Niet gekwalificeerd         | Niet gekwalificeerd         | Niet gekwalificeerd         |                             |
| 1966                        | Niet gekwalificeerd         | Niet gekwalificeerd         | Niet gekwalificeerd         | Niet gekwalificeerd         | Niet gekwalificeerd         | Niet gekwalificeerd         | Niet gekwalificeerd         | Niet gekwalificeerd         |                             |
| 1970                        | Niet gekwalificeerd         | Niet gekwalificeerd         | Niet gekwalificeerd         | Niet gekwalificeerd         | Niet gekwalificeerd         | Niet gekwalificeerd         | Niet gekwalificeerd         | Niet gekwalificeerd         |                             |
| 1974                        | Niet gekwalificeerd         | Niet gekwalificeerd         | Niet gekwalificeerd         | Niet gekwalificeerd         | Niet gekwalificeerd         | Niet gekwalificeerd         | Niet gekwalificeerd         | Niet gekwalificeerd         |                             |
| 1978                        | Niet gekwalificeerd         | Niet gekwalificeerd         | Niet gekwalificeerd         | Niet gekwalificeerd         | Niet gekwalificeerd         | Niet gekwalificeerd         | Niet gekwalificeerd         | Niet gekwalificeerd         |                             |
| 1982                        | Niet gekwalificeerd         | Niet gekwalificeerd         | Niet gekwalificeerd         | Niet gekwalificeerd         | Niet gekwalificeerd         | Niet gekwalificeerd         | Niet gekwalificeerd         | Niet gekwalificeerd         |                             |
| 1986                        | Niet gekwalificeerd         | Niet gekwalificeerd         | Niet gekwalificeerd         | Niet gekwalificeerd         | Niet gekwalificeerd         | Niet gekwalificeerd         | Niet gekwalificeerd         | Niet gekwalificeerd         |                             |
| 1990                        | Niet gekwalificeerd         | Niet gekwalificeerd         | Niet gekwalificeerd         | Niet gekwalificeerd         | Niet gekwalificeerd         | Niet gekwalificeerd         | Niet gekwalificeerd         | Niet gekwalificeerd         |                             |
| 1994                        | Groepsfase                  | 3                           | 1                           | 1                           | 1                           | 1                           | 1                           | (Kwal.)                     |                             |
| 1998                        | Achtste finale              | 4                           | 1                           | 2                           | 1                           | 5                           | 5                           | (Kwal.)                     |                             |
| 2002                        | Niet gekwalificeerd         | Niet gekwalificeerd         | Niet gekwalificeerd         | Niet gekwalificeerd         | Niet gekwalificeerd         | Niet gekwalificeerd         | Niet gekwalificeerd         | Niet gekwalificeerd         |                             |
| 2006                        | Niet gekwalificeerd         | Niet gekwalificeerd         | Niet gekwalificeerd         | Niet gekwalificeerd         | Niet gekwalificeerd         | Niet gekwalificeerd         | Niet gekwalificeerd         | Niet gekwalificeerd         |                             |
| 2010                        | Niet gekwalificeerd         | Niet gekwalificeerd         | Niet gekwalificeerd         | Niet gekwalificeerd         | Niet gekwalificeerd         | Niet gekwalificeerd         | Niet gekwalificeerd         | Niet gekwalificeerd         |                             |
| 2014                        | Niet gekwalificeerd         | Niet gekwalificeerd         | Niet gekwalificeerd         | Niet gekwalificeerd         | Niet gekwalificeerd         | Niet gekwalificeerd         | Niet gekwalificeerd         | Niet gekwalificeerd         |                             |
| 2018                        | Niet gekwalificeerd         | Niet gekwalificeerd         | Niet gekwalificeerd         | Niet gekwalificeerd         | Niet gekwalificeerd         | Niet gekwalificeerd         | Niet gekwalificeerd         | Niet gekwalificeerd         |                             |
| 2022                        | Niet gekwalificeerd         | Niet gekwalificeerd         | Niet gekwalificeerd         | Niet gekwalificeerd         | Niet gekwalificeerd         | Niet gekwalificeerd         | Niet gekwalificeerd         | Niet gekwalificeerd         |                             |
| Totaal                      | 3/20                        | 8                           | 2                           | 3                           | 3                           | 7                           | 8                           |                             |                             |

### Europees kampioenschap
| Europees kampioenschap voetbal | Europees kampioenschap voetbal | Europees kampioenschap voetbal | Europees kampioenschap voetbal | Europees kampioenschap voetbal | Europees kampioenschap voetbal | Europees kampioenschap voetbal | Europees kampioenschap voetbal | Europees kampioenschap voetbal | Europees kampioenschap voetbal |
| Jaar                           | Ronde                          | Wed.                           | W                              | G                              | V                              | DV                             | DT                             | Kwal                           |                                |
| ------------------------------ | ------------------------------ | ------------------------------ | ------------------------------ | ------------------------------ | ------------------------------ | ------------------------------ | ------------------------------ | ------------------------------ | ------------------------------ |
| 1960                           | Niet gekwalificeerd            | Niet gekwalificeerd            | Niet gekwalificeerd            | Niet gekwalificeerd            | Niet gekwalificeerd            | Niet gekwalificeerd            | Niet gekwalificeerd            | Niet gekwalificeerd            |                                |
| 1964                           | Niet gekwalificeerd            | Niet gekwalificeerd            | Niet gekwalificeerd            | Niet gekwalificeerd            | Niet gekwalificeerd            | Niet gekwalificeerd            | Niet gekwalificeerd            | Niet gekwalificeerd            |                                |
| 1968                           | Niet gekwalificeerd            | Niet gekwalificeerd            | Niet gekwalificeerd            | Niet gekwalificeerd            | Niet gekwalificeerd            | Niet gekwalificeerd            | Niet gekwalificeerd            | Niet gekwalificeerd            |                                |
| 1972                           | Niet gekwalificeerd            | Niet gekwalificeerd            | Niet gekwalificeerd            | Niet gekwalificeerd            | Niet gekwalificeerd            | Niet gekwalificeerd            | Niet gekwalificeerd            | Niet gekwalificeerd            |                                |
| 1976                           | Niet gekwalificeerd            | Niet gekwalificeerd            | Niet gekwalificeerd            | Niet gekwalificeerd            | Niet gekwalificeerd            | Niet gekwalificeerd            | Niet gekwalificeerd            | Niet gekwalificeerd            |                                |
| 1980                           | Niet gekwalificeerd            | Niet gekwalificeerd            | Niet gekwalificeerd            | Niet gekwalificeerd            | Niet gekwalificeerd            | Niet gekwalificeerd            | Niet gekwalificeerd            | Niet gekwalificeerd            |                                |
| 1984                           | Niet gekwalificeerd            | Niet gekwalificeerd            | Niet gekwalificeerd            | Niet gekwalificeerd            | Niet gekwalificeerd            | Niet gekwalificeerd            | Niet gekwalificeerd            | Niet gekwalificeerd            |                                |
| 1988                           | Niet gekwalificeerd            | Niet gekwalificeerd            | Niet gekwalificeerd            | Niet gekwalificeerd            | Niet gekwalificeerd            | Niet gekwalificeerd            | Niet gekwalificeerd            | Niet gekwalificeerd            |                                |
| 1992                           | Niet gekwalificeerd            | Niet gekwalificeerd            | Niet gekwalificeerd            | Niet gekwalificeerd            | Niet gekwalificeerd            | Niet gekwalificeerd            | Niet gekwalificeerd            | Niet gekwalificeerd            |                                |
| 1996                           | Niet gekwalificeerd            | Niet gekwalificeerd            | Niet gekwalificeerd            | Niet gekwalificeerd            | Niet gekwalificeerd            | Niet gekwalificeerd            | Niet gekwalificeerd            | Niet gekwalificeerd            |                                |
| 2000                           | Groepsfase                     | 3                              | 1                              | 1                              | 1                              | 1                              | 1                              | (Kwal.)                        |                                |
| 2004                           | Niet gekwalificeerd            | Niet gekwalificeerd            | Niet gekwalificeerd            | Niet gekwalificeerd            | Niet gekwalificeerd            | Niet gekwalificeerd            | Niet gekwalificeerd            | Niet gekwalificeerd            |                                |
| 2008                           | Niet gekwalificeerd            | Niet gekwalificeerd            | Niet gekwalificeerd            | Niet gekwalificeerd            | Niet gekwalificeerd            | Niet gekwalificeerd            | Niet gekwalificeerd            | Niet gekwalificeerd            |                                |
| 2012                           | Niet gekwalificeerd            | Niet gekwalificeerd            | Niet gekwalificeerd            | Niet gekwalificeerd            | Niet gekwalificeerd            | Niet gekwalificeerd            | Niet gekwalificeerd            | Niet gekwalificeerd            |                                |
| 2016                           | Niet gekwalificeerd            | Niet gekwalificeerd            | Niet gekwalificeerd            | Niet gekwalificeerd            | Niet gekwalificeerd            | Niet gekwalificeerd            | Niet gekwalificeerd            | Niet gekwalificeerd            |                                |
| 2020                           | Niet gekwalificeerd            | Niet gekwalificeerd            | Niet gekwalificeerd            | Niet gekwalificeerd            | Niet gekwalificeerd            | Niet gekwalificeerd            | Niet gekwalificeerd            | Niet gekwalificeerd            |                                |
| 2024                           | Niet gekwalificeerd            | Niet gekwalificeerd            | Niet gekwalificeerd            | Niet gekwalificeerd            | Niet gekwalificeerd            | Niet gekwalificeerd            | Niet gekwalificeerd            | Niet gekwalificeerd            |                                |
| Totaal                         | 1/15                           | 3                              | 1                              | 1                              | 1                              | 1                              | 1                              |                                |                                |

### UEFA Nations League
| 2018–19 | C | 26e | 6 | 4 | 1 | 1 | 7  | 2 | Gestegen |
| 2020–21 | B | 22e | 6 | 3 | 1 | 2 | 12 | 7 | Stabiel  |
| 2022–23 | B | 24e | 6 | 3 | 1 | 2 | 7  | 7 | Stabiel  |

## Bondscoaches
- Bijgewerkt tot en met de EK-kwalificatiewedstrijd tegen  Schotland (3-3) op 19 november 2023.

| Naam                                   | Van              | Tot               | Duels | W  | G  | V  |
| -------------------------------------- | ---------------- | ----------------- | ----- | -- | -- | -- |
| Selectiecommissie                      | 12 juli 1908     | 19 oktober 1952   | 189   |    |    |    |
| Willibald Hahn                         | 13 augustus 1953 | 16 november 1955  | 26    | 7  | 7  | 12 |
| Denis Lewin                            | 30 mei 1956      | 10 november 1957  | 17    | 5  | 4  | 8  |
| Edmund Majowski                        | 28 mei 1958      | 14 september 1958 | 5     | 3  | 1  | 1  |
| Ragnar Larsen                          | 2 november 1958  | 2 november 1958   | 1     | 0  | 0  | 1  |
| Kristian Henriksen                     | 20 mei 1959      | 4 november 1959   | 10    | 3  | 0  | 7  |
| Wilhelm Kment                          | 26 mei 1960      | 9 juli 1962       | 20    | 6  | 2  | 12 |
| Ragnar Larsen                          | 26 augustus 1962 | 19 november 1966  | 33    | 11 | 7  | 15 |
| Wilhelm Kment                          | 1 juni 1967      | 13 november 1969  | 25    | 9  | 3  | 13 |
| Øivind Johannessen                     | 13 mei 1970      | 27 oktober 1971   | 17    | 4  | 2  | 11 |
| George Curtis                          | 23 februari 1972 | 6 juni 1974       | 17    | 3  | 2  | 12 |
| Nils Arne Eggen Kjell Schou-Andreassen | 8 augustus 1974  | 30 oktober 1977   | 27    | 6  | 4  | 17 |
| Tor Røste Fossen                       | 29 maart 1978    | 16 juni 1987      | 94    | 28 | 28 | 38 |
| Tord Grip                              | 12 augustus 1987 | 1 juni 1988       | 7     | 0  | 4  | 3  |
| Ingvar Stadheim                        | 28 juli 1988     | 10 oktober 1990   | 24    | 5  | 8  | 11 |
| Egil Olsen                             | 31 oktober 1990  | 27 juni 1998      | 88    | 46 | 26 | 16 |
| Nils Johan Semb                        | 19 augustus 1998 | 19 november 2003  | 68    | 29 | 21 | 18 |
| Åge Hareide                            | 22 januari 2004  | 19 november 2008  | 58    | 24 | 18 | 16 |
| Egil Olsen                             | 11 februari 2009 | 10 september 2013 | 49    | 25 | 8  | 16 |
| Per-Mathias Høgmo                      | 11 oktober 2013  | 11 november 2016  | 35    | 10 | 7  | 18 |
| Lars Lagerbäck                         | 26 maart 2017    | 3 december 2020   | 35    | 18 | 9  | 8  |
| Ståle Solbakken                        | 3 december 2020  | –                 | 32    | 17 | 7  | 8  |

## Huidige selectie
De volgende spelers werden opgeroepen voor de EK-kwalificatiewedstrijden tegen Moldavië en Israël in maart 2025.
Interlands en doelpunten bijgewerkt tot en met de EK-kwalificatiewedstrijd tegen  Israël op 25 maart 2025.
| №           | Naam                     | Wed. | Dlpnt. | Club                 |
| ----------- | ------------------------ | ---- | ------ | -------------------- |
| Doel        |                          |      |        |                      |
| 1           | Ørjan Nyland             | 60   | 0      | Sevilla              |
| 12          | Mathias Dyngeland        | 1    | 0      | SK Brann             |
| 13          | Egil Selvik              | 4    | 0      | Watford              |
| Verdediging |                          |      |        |                      |
| 2           | Stian Rode Gregersen     | 11   | 0      | Atlanta United       |
| 3           | Kristoffer Ajer          | 41   | 2      | Brentford            |
| 4           | Sondre Langås            | 2    | 0      | Derby County         |
| 5           | David Møller Wolfe       | 10   | 1      | AZ                   |
| 14          | Julian Ryerson           | 32   | 1      | Borussia Dortmund    |
| 16          | Marcus Holmgren Pedersen | 28   | 0      | Torino               |
| 17          | Torbjørn Heggem          | 5    | 0      | West Bromwich Albion |
| 21          | Andreas Hanche-Olsen     | 21   | 0      | Mainz 05             |
| -           | Leo Østigård             | 29   | 1      | TSG 1899 Hoffenheim  |
| Middenveld  |                          |      |        |                      |
| 6           | Patrick Berg             | 32   | 0      | Bodø/Glimt           |
| 8           | Sander Berge             | 54   | 1      | Fulham               |
| 10          | Martin Ødegaard          | 63   | 3      | Arsenal              |
| 18          | Thelo Aasgaard           | 1    | 1      | Luton Town           |
| 22          | Felix Horn Myhre         | 3    | 1      | SK Brann             |
| 23          | Lasse Berg Johnsen       | 2    | 0      | Malmö FF             |
| Aanval      |                          |      |        |                      |
| 7           | Alexander Sørloth        | 61   | 23     | Atlético Madrid      |
| 9           | Erling Braut Håland      | 41   | 40     | Manchester City      |
| 11          | Erik Botheim             | 2    | 0      | Malmö FF             |
| 15          | Jens Petter Hauge        | 13   | 1      | Bodø/Glimt           |
| 19          | Aron Dønnum              | 13   | 2      | Toulouse             |
| 20          | Andreas Schjelderup      | 3    | 0      | Benfica              |

## Statistieken

### Van jaar tot jaar
- Bijgewerkt tot en met de EK-kwalificatiewedstrijd tegen  Schotland (3-3) op 19 november 2023.

| Jaar | Wedstrijden | Wedstrijden | Wedstrijden | Wedstrijden | Doelpunten | Doelpunten | Doelpunten | Punten |
| Jaar | Duels       | Winst       | Gelijk      | Verlies     | Voor       | Tegen      | Saldo      | Punten |
| ---- | ----------- | ----------- | ----------- | ----------- | ---------- | ---------- | ---------- | ------ |
| 1970 | 8           | 2           | 1           | 5           | 8          | 15         | –7         | 0.625  |
| 1971 | 9           | 2           | 1           | 6           | 10         | 28         | –18        | 0.556  |
| 1972 | 7           | 1           | 1           | 5           | 6          | 18         | –12        | 0.429  |
| 1973 | 8           | 2           | 1           | 5           | 10         | 9          | +1         | 0.625  |
| 1974 | 6           | 1           | 0           | 5           | 6          | 11         | –5         | 0.333  |
| 1975 | 10          | 2           | 2           | 6           | 13         | 25         | –12        | 0.600  |
| 1976 | 7           | 2           | 1           | 4           | 4          | 11         | –7         | 0.714  |
| 1977 | 6           | 1           | 1           | 4           | 4          | 8          | –4         | 0.500  |
| 1978 | 7           | 0           | 3           | 4           | 5          | 12         | –7         | 0.429  |
| 1979 | 13          | 5           | 2           | 6           | 11         | 18         | –7         | 0.923  |
| 1980 | 7           | 4           | 1           | 2           | 14         | 11         | +3         | 1.286  |
| 1981 | 9           | 1           | 2           | 6           | 9          | 17         | –8         | 0.444  |
| 1982 | 8           | 3           | 2           | 3           | 11         | 11         | 0          | 1.000  |
| 1983 | 13          | 1           | 7           | 5           | 12         | 15         | –3         | 0.692  |
| 1984 | 14          | 7           | 4           | 3           | 12         | 6          | +6         | 1.286  |
| 1985 | 11          | 3           | 3           | 5           | 12         | 14         | –2         | 0.818  |
| 1986 | 10          | 3           | 4           | 3           | 7          | 11         | –4         | 1.000  |
| 1987 | 15          | 1           | 7           | 7           | 7          | 18         | –11        | 0.600  |
| 1988 | 9           | 1           | 4           | 4           | 9          | 10         | –1         | 0.667  |
| 1989 | 10          | 2           | 4           | 4           | 14         | 16         | –2         | 0.800  |
| 1990 | 10          | 5           | 2           | 3           | 21         | 13         | +7         | 1.200  |
| 1991 | 9           | 3           | 3           | 3           | 10         | 8          | +2         | 1.000  |
| 1992 | 11          | 5           | 4           | 2           | 23         | 8          | +15        | 1.273  |
| 1993 | 10          | 7           | 2           | 1           | 25         | 5          | +20        | 1.600  |
| 1994 | 14          | 6           | 5           | 3           | 14         | 8          | +6         | 1.214  |
| 1995 | 13          | 6           | 4           | 3           | 25         | 12         | +13        | 1.231  |
| 1996 | 7           | 5           | 1           | 1           | 12         | 1          | +11        | 1.571  |
| 1997 | 12          | 7           | 3           | 2           | 24         | 7          | +17        | 1.417  |
| 1998 | 14          | 5           | 7           | 2           | 29         | 19         | +10        | 1.214  |
| 1999 | 13          | 10          | 2           | 1           | 27         | 7          | +20        | 1.692  |
| 2000 | 15          | 5           | 6           | 4           | 15         | 13         | +2         | 1.067  |
| 2001 | 11          | 5           | 3           | 3           | 21         | 16         | +5         | 1.182  |
| 2002 | 10          | 4           | 4           | 2           | 10         | 5          | +5         | 1.200  |
| 2003 | 14          | 4           | 3           | 7           | 10         | 13         | –3         | 0.786  |
| 2004 | 13          | 8           | 4           | 1           | 29         | 13         | +16        | 1.538  |
| 2005 | 16          | 8           | 4           | 4           | 17         | 12         | +5         | 1.250  |
| 2006 | 10          | 2           | 4           | 4           | 12         | 15         | –3         | 0.800  |
| 2007 | 11          | 6           | 2           | 3           | 24         | 12         | +12        | 1.273  |
| 2008 | 8           | 0           | 4           | 4           | 6          | 13         | –7         | 0.500  |
| 2009 | 10          | 6           | 2           | 2           | 14         | 8          | +4         | 1.400  |
| 2010 | 9           | 7           | 0           | 2           | 13         | 8          | +5         | 1.556  |
| 2011 | 9           | 4           | 1           | 4           | 10         | 10         | 0          | 1.000  |
| 2012 | 12          | 5           | 3           | 4           | 16         | 14         | +2         | 1.083  |
| 2013 | 13          | 3           | 3           | 7           | 10         | 17         | –7         | 0.692  |
| 2014 | 12          | 4           | 3           | 5           | 11         | 16         | –5         | 0.917  |
| 2015 | 9           | 3           | 2           | 4           | 8          | 10         | –2         | 0.889  |
| 2016 | 10          | 3           | 1           | 6           | 12         | 16         | –4         | 0.700  |
| 2017 | 9           | 3           | 2           | 4           | 13         | 13         | 0          | 0.889  |
| 2018 | 10          | 8           | 1           | 1           | 16         | 5          | +11        | 1.700  |
| 2019 | 10          | 4           | 5           | 1           | 19         | 11         | +8         | 1.300  |
| 2020 | 7           | 3           | 1           | 2           | 13         | 6          | +7         | 1.000  |
| 2021 | 12          | 6           | 3           | 3           | 17         | 10         | +7         | 1.250  |
| 2022 | 10          | 6           | 2           | 2           | 21         | 9          | +12        | 1.400  |
| 2023 | 10          | 5           | 2           | 3           | 19         | 13         | +6         | 1.200  |

### Tegenstanders
- Bijgewerkt tot en met de EK-kwalificatiewedstrijd tegen  Schotland (3-3) op 19 november 2023.

| Tegenstander                   | Wed. | W  | G  | V  | DV  | DT  | DS   |
| ------------------------------ | ---- | -- | -- | -- | --- | --- | ---- |
| Albanië                        | 5    | 2  | 2  | 1  | 6   | 5   | +1   |
| Argentinië                     | 2    | 2  | 0  | 0  | 3   | 1   | +2   |
| Armenië                        | 3    | 2  | 1  | 0  | 13  | 1   | +12  |
| Australië                      | 3    | 1  | 1  | 1  | 6   | 4   | +2   |
| Azerbeidzjan                   | 6    | 4  | 1  | 2  | 9   | 1   | +8   |
| Bahrein                        | 1    | 1  | 0  | 0  | 1   | 0   | +1   |
| België                         | 9    | 0  | 3  | 6  | 8   | 17  | –9   |
| Bermuda                        | 2    | 2  | 0  | 0  | 6   | 1   | +5   |
| Bosnië en Her.                 | 4    | 2  | 0  | 2  | 5   | 3   | +2   |
| Brazilië                       | 4    | 2  | 2  | 0  | 8   | 5   | +3   |
| Bulgarije                      | 16   | 5  | 4  | 7  | 16  | 27  | –11  |
| China                          | 1    | 0  | 0  | 1  | 1   | 2   | –1   |
| Colombia                       | 1    | 0  | 1  | 0  | 0   | 0   | 0    |
| Costa Rica                     | 2    | 1  | 1  | 0  | 1   | 0   | +1   |
| Cyprus                         | 13   | 13 | 0  | 0  | 35  | 5   | +30  |
| Denemarken                     | 88   | 20 | 14 | 54 | 102 | 226 | –124 |
| Duitsland                      | 21   | 1  | 5  | 15 | 15  | 59  | –44  |
| Egypte                         | 6    | 3  | 3  | 0  | 7   | 2   | +5   |
| Engeland                       | 12   | 2  | 3  | 7  | 7   | 28  | –21  |
| Estland                        | 7    | 4  | 2  | 1  | 16  | 5   | +11  |
| Faeröer                        | 5    | 5  | 0  | 0  | 17  | 0   | +17  |
| Finland                        | 67   | 41 | 17 | 9  | 182 | 82  | +100 |
| Frankrijk                      | 15   | 4  | 4  | 7  | 15  | 22  | –7   |
| Georgië                        | 3    | 3  | 0  | 0  | 6   | 1   | +5   |
| Ghana                          | 1    | 1  | 0  | 0  | 3   | 2   | +1   |
| Gibraltar                      | 2    | 2  | 0  | 0  | 8   | 1   | +7   |
| Georgië                        | 1    | 0  | 1  | 0  | 1   | 1   | 0    |
| Griekenland                    | 9    | 2  | 2  | 5  | 10  | 13  | –3   |
| Grenada                        | 1    | 1  | 0  | 0  | 2   | 1   | +1   |
| Guatemala                      | 1    | 1  | 0  | 0  | 3   | 1   | +2   |
| Honduras                       | 1    | 1  | 0  | 0  | 3   | 1   | +2   |
| Hongarije                      | 19   | 5  | 5  | 9  | 20  | 35  | –15  |
| Ierland                        | 19   | 4  | 8  | 7  | 21  | 30  | –9   |
| IJsland                        | 33   | 19 | 6  | 8  | 61  | 33  | +28  |
| Israël                         | 2    | 1  | 0  | 1  | 2   | 2   | 0    |
| Italië                         | 17   | 3  | 4  | 10 | 13  | 22  | –9   |
| Jamaica                        | 2    | 1  | 1  | 0  | 7   | 1   | +6   |
| Japan                          | 1    | 1  | 0  | 0  | 3   | 0   | +3   |
| Joegoslavië                    | 4    | 1  | 1  | 2  | 5   | 4   | +1   |
| Jordanië                       | 1    | 0  | 1  | 0  | 0   | 0   | 0    |
| Kameroen                       | 1    | 1  | 0  | 0  | 6   | 1   | +5   |
| Kroatië                        | 5    | 1  | 1  | 3  | 6   | 10  | –4   |
| Koeweit                        | 3    | 0  | 2  | 1  | 3   | 4   | –1   |
| Letland                        | 4    | 2  | 1  | 1  | 5   | 4   | +1   |
| Litouwen                       | 2    | 2  | 0  | 0  | 2   | 0   | +2   |
| Luxemburg                      | 12   | 9  | 1  | 2  | 25  | 9   | +16  |
| Macedonië                      | 4    | 2  | 1  | 1  | 4   | 3   | +1   |
| Malta                          | 12   | 10 | 2  | 0  | 30  | 4   | +26  |
| Mexico                         | 6    | 2  | 1  | 3  | 8   | 11  | –3   |
| Moldavië                       | 5    | 4  | 1  | 0  | 6   | 1   | +5   |
| Montenegro                     | 4    | 3  | 0  | 1  | 6   | 4   | +2   |
| Marokko                        | 1    | 0  | 1  | 0  | 2   | 2   | 0    |
| Nederland                      | 22   | 5  | 7  | 10 | 28  | 47  | –19  |
| Nieuw-Zeeland                  | 1    | 1  | 0  | 0  | 3   | 0   | +3   |
| Nigeria                        | 1    | 0  | 1  | 0  | 2   | 2   | 0    |
| Noord-Korea                    | 1    | 1  | 0  | 0  | 3   | 0   | +3   |
| Noord-Ierland                  | 11   | 9  | 0  | 2  | 25  | 10  | +15  |
| Oekraïne                       | 5    | 0  | 1  | 4  | 0   | 5   | –5   |
| Duitse Democratische Republiek | 7    | 1  | 1  | 5  | 8   | 15  | –7   |
| Oostenrijk                     | 12   | 2  | 2  | 8  | 10  | 24  | –14  |
| Panama                         | 1    | 1  | 0  | 0  | 1   | 0   | +1   |
| Paraguay                       | 1    | 0  | 1  | 0  | 2   | 2   | 0    |
| Polen                          | 18   | 3  | 3  | 12 | 23  | 56  | –33  |
| Portugal                       | 10   | 1  | 2  | 7  | 5   | 15  | –10  |
| Qatar                          | 2    | 2  | 0  | 0  | 8   | 1   | +7   |
| Roemenië                       | 15   | 3  | 7  | 5  | 14  | 17  | –3   |
| Rusland                        | 12   | 1  | 4  | 7  | 9   | 23  | –14  |
| Saarland                       | 2    | 0  | 1  | 1  | 2   | 3   | –1   |
| San Marino                     | 4    | 4  | 0  | 0  | 24  | 1   | +15  |
| Saoedi-Arabië                  | 1    | 1  | 0  | 0  | 6   | 0   | +6   |
| Schotland                      | 19   | 3  | 7  | 9  | 22  | 32  | –10  |
| Senegal                        | 1    | 0  | 0  | 1  | 1   | 2   | –1   |
| Servië                         | 18   | 4  | 3  | 11 | 19  | 33  | –14  |
| Singapore                      | 1    | 1  | 0  | 0  | 5   | 2   | +3   |
| Slovenië                       | 11   | 6  | 3  | 2  | 17  | 10  | +7   |
| Slowakije                      | 4    | 3  | 0  | 1  | 5   | 1   | +4   |
| Sovjet-Unie                    | 6    | 0  | 1  | 5  | 3   | 15  | –12  |
| Spanje                         | 10   | 1  | 2  | 7  | 4   | 16  | –12  |
| Thailand                       | 2    | 2  | 0  | 0  | 8   | 0   | +8   |
| Trinidad en Tobago             | 1    | 0  | 0  | 1  | 2   | 3   | –1   |
| Tsjechië                       | 8    | 1  | 3  | 4  | 8   | 10  | –2   |
| Tsjecho-Slowakije              | 4    | 0  | 0  | 4  | 4   | 12  | –8   |
| Tunesië                        | 2    | 1  | 1  | 0  | 3   | 1   | +2   |
| Turkije                        | 10   | 3  | 3  | 5  | 16  | 15  | +1   |
| Uruguay                        | 2    | 0  | 1  | 1  | 2   | 3   | –1   |
| VA Emiraten                    | 3    | 1  | 2  | 0  | 5   | 2   | +3   |
| Verenigde Staten               | 5    | 2  | 1  | 2  | 14  | 8   | +6   |
| Wales                          | 11   | 4  | 4  | 3  | 14  | 15  | –1   |
| Wit-Rusland                    | 7    | 3  | 2  | 2  | 9   | 5   | +4   |
| Zambia                         | 1    | 0  | 1  | 0  | 0   | 0   | 0    |
| Zuid-Afrika                    | 3    | 2  | 0  | 1  | 3   | 2   | +1   |
| Zuid-Korea                     | 4    | 2  | 1  | 1  | 6   | 5   | +1   |
| Zweden                         | 109  | 26 | 25 | 58 | 152 | 276 | –124 |
| Zwitserland                    | 19   | 8  | 5  | 6  | 26  | 20  | +6   |

## FIFA-wereldranglijst
| 1993 | 1994 | 1995 | 1996 | 1997 | 1998 | 1999 | 2000 | 2001 | 2002 | 2003 | 2004 | 2005 | 2006 | 2007 | 2008 | 2009 | 2010 | 2011 | 2012 | 2013 | 2014 | 2015 | 2016 | 2017 | 2018 | 2019 | 2020 | 2021 | 2022 | 2023 | 2024 |
| ---- | ---- | ---- | ---- | ---- | ---- | ---- | ---- | ---- | ---- | ---- | ---- | ---- | ---- | ---- | ---- | ---- | ---- | ---- | ---- | ---- | ---- | ---- | ---- | ---- | ---- | ---- | ---- | ---- | ---- | ---- | ---- |
| 4    | 8    | 10   | 14   | 13   | 14   | 7    | 14   | 26   | 26   | 42   | 35   | 38   | 50   | 29   | 59   | 32   | 12   | 25   | 24   | 54   | 67   | 54   | 83   | 59   | 46   | 44   | 44   | 41   | 43   | 44   | 43   |

## Bekende spelers
| - Henning Berg - John Carew - Tore André Flo - Frode Grodås - Erling Braut Håland - Ronny Johnsen - Pa-Modou Kah - Claus Lundekvam | - Erik Mykland - Erik Nevland - Kjetil Rekdal - John Arne Riise - Petter Rudi - Ole Gunnar Solskjær - Alexander Sørloth - Martin Ødegaard |

## Topscorers
|   | Speler              | Carrière   | Goals | Interlands | Moyenne |
| - | ------------------- | ---------- | ----- | ---------- | ------- |
| 1 | Erling Haaland      | 2019-heden | 40    | 41         | 0,98    |
| 2 | Jørgen Juve         | 1928-1937  | 33    | 45         | 0,73    |
| 3 | Einar Gundersen     | 1917-1928  | 26    | 33         | 0.79    |
| 4 | Harald Hennum       | 1949-1960  | 25    | 43         | 0,58    |
| 5 | John Carew          | 1998-2011  | 24    | 91         | 0,26    |
| 6 | Alexander Sørloth   | 2016-heden | 23    | 61         | 0,38    |
| 6 | Ole Gunnar Solskjær | 1995-2007  | 23    | 67         | 0,34    |
| 6 | Tore André Flo      | 1995-2004  | 23    | 76         | 0,3     |
| 9 | Gunnar Thoresen     | 1946-1959  | 22    | 64         | 0,34    |
| 9 | Steffen Iversen     | 1998-2011  | 21    | 79         | 0,27    |

 Albanië ·  Andorra ·  Armenië ·  Azerbeidzjan ·  België ·  Bosnië en Herzegovina ·  Bulgarije ·  Cyprus ·  Denemarken ·  Duitsland ·  Engeland ·  Estland ·  Faeröer ·  Finland ·  Frankrijk ·  Georgië ·  Gibraltar ·  Griekenland ·  Hongarije ·  Ierland ·  IJsland ·  Israël ·  Italië ·  Kazachstan ·  Kosovo ·  Kroatië ·  Letland ·  Liechtenstein ·  Litouwen ·  Luxemburg ·  Malta ·  Moldavië ·  Montenegro ·  Nederland ·  Noord-Ierland ·  Noord-Macedonië ·  Noorwegen ·  Oekraïne ·  Oostenrijk ·  Polen ·  Portugal ·  Roemenië ·  Rusland ·  San Marino ·  Schotland ·  Servië ·  Slovenië ·  Slowakije ·  Spanje ·  Tsjechië ·  Turkije ·  Wales ·  Wit-Rusland ·  Zweden ·  Zwitserland
 Bohemen ·  Bohemen en Moravië ·  Duitse Democratische Republiek ·  Ierland ·  Joegoslavië ·  Servië en Montenegro ·  Tsjecho-Slowakije ·  GOS ·  Saarland ·  Sovjet-Unie
NFF · A-internationals · Selecties · Bondscoaches · Noors vrouwenelftal · Olympisch elftal · Noorwegen U21 · Noorwegen U20 · Noorwegen U19 · Noorwegen U18 · Noorwegen U17 · Noorwegen U16 · Vrouwen U17
1908 – 1919 ·
1920 – 1929 ·
1930 – 1939 ·
1940 – 1949 ·
1950 – 1959 ·
1960 – 1969 ·
1970 – 1979 ·
1980 – 1989 ·
1990 – 1999 ·
2000 – 2009 ·
2010 – 2019 ·
2020 − 2029
EK 2000
WK 1938 ·
WK 1994 ·
WK 1998
OS 1912 · 
OS 1920 · 
OS 1936 · 
OS 1952 · 
OS 1984
1908 ·
1909 ·
1910 ·
1911 ·
1912 · 
1913 · 
1914 · 
1915 · 
1916 · 
1917 · 
1918 · 
1919 · 
1920 · 
1921 · 
1922 · 
1923 · 
1924 · 
1925 · 
1926 · 
1927 · 
1928 · 
1929 · 
1930 · 
1931 · 
1932 · 
1933 · 
1934 · 
1935 · 
1936 · 
1937 · 
1938 · 
1939 · 
1940 – 1944 · 
1945 · 
1946 · 
1947 · 
1948 · 
1949 · 
1950 · 
1952 · 
1952 · 
1953 · 
1954 · 
1955 · 
1956 · 
1957 · 
1958 · 
1959 · 
1960 · 
1961 · 
1962 · 
1963 · 
1964 · 
1965 · 
1966 · 
1967 · 
1968 · 
1969 · 
1970 · 
1971 · 
1972 · 
1973 · 
1974 · 
1975 · 
1976 · 
1977 · 
1978 · 
1979 · 
1980 · 
1981 · 
1982 · 
1983 · 
1984 · 
1985 · 
1986 · 
1987 · 
1988 · 
1989 · 
1990 ·
1991 · 
1992 · 
1993 · 
1994 · 
1995 · 
1996 · 
1997 · 
1998 · 
1999 · 
2000 · 
2001 · 
2002 · 
2003 · 
2004 · 
2005 · 
2006 · 
2007 · 
2008 · 
2009 · 
2010 · 
2011 · 
2012 · 
2013 · 
2014 · 
2015 · 
2016 · 
2017 · 
2018 ·
2019 ·
2020 ·
2021 ·
2022 ·
2023 ·
2024
Albanië ·
Argentinië ·
Armenië ·
Australië ·
Azerbeidzjan ·
Bahrein ·
België ·
Bermuda ·
Bosnië en Herzegovina ·
Brazilië ·
Bulgarije ·
China ·
Colombia ·
Costa Rica ·
Cyprus ·
Denemarken ·
DDR ·
Duitsland ·
Egypte ·
Engeland ·
Estland ·
Faeröer ·
Finland ·
Frankrijk ·
Georgië ·
Ghana ·
Gibraltar ·
Grenada ·
Griekenland ·
Guatemala ·
Honduras ·
Hongarije ·
Hongkong ·
Ierland ·
IJsland ·
Israël ·
Italië ·
Jamaica ·
Japan ·
Joegoslavië ·
Jordanië ·
Kameroen ·
Kazachstan ·
Koeweit ·
Kosovo ·
Kroatië ·
Letland ·
Litouwen ·
Luxemburg ·
Malta ·
Marokko ·
Mexico ·
Moldavië ·
Montenegro ·
Nederland ·
Nieuw-Zeeland ·
Nigeria ·
Noord-Ierland ·
Noord-Korea ·
Noord-Macedonië ·
Oekraïne ·
Oman ·
Oostenrijk ·
Panama ·
Paraguay ·
Polen ·
Portugal ·
Qatar ·
Roemenië ·
Rusland ·
Saarland ·
San Marino ·
Saoedi-Arabië ·
Schotland ·
Senegal ·
Servië ·
Servië en Montenegro ·
Singapore ·
Slovenië ·
Slowakije ·
Sovjet-Unie ·
Spanje ·
Thailand ·
Trinidad en Tobago ·
Tsjechië ·
Tsjecho-Slowakije ·
Tunesië ·
Turkije ·
Uruguay ·
Verenigde Arabische Emiraten ·
Verenigde Staten ·
Verenigd Koninkrijk ·
Wales ·
Wit-Rusland ·
Zuid-Afrika ·
Zuid-Korea ·
Zweden ·
Zwitserland